# Wydział Inżynierii Elektrycznej i Komputerowej Politechniki Krakowskiej
Wydział Inżynierii Elektrycznej i Komputerowej Politechniki Krakowskiej – wydział Politechniki Krakowskiej z kategorią naukową A w dyscyplinie automatyka, elektronika, elektrotechnika i technologie kosmiczne. Kształci studentów w trybie stacjonarnym i niestacjonarnym, na studiach I stopnia (inżynierskich), II stopnia (magisterskich), III stopnia (doktoranckich) oraz w Szkole Doktorskiej PK. 

## Kierunki studiów[1]
- stacjonarne I stopnia
  - elektrotechnika i automatyka
  - informatyka w inżynierii komputerowej

- niestacjonarne I stopnia
  - elektrotechnika i automatyka
  - informatyka w inżynierii komputerowej

- stacjonarne II stopnia
  - elektrotechnika i automatyka
  - infotronika

## Historia
Korzenie Wydziału Inżynierii Elektrycznej i Komputerowej sięgają 1945 roku, kiedy na ówczesnym Wydziale Komunikacji została utworzona Katedra Elektrotechniki Ogólnej. W 1951 roku zmieniła nazwę na Katedra Elektrotechniki w związku z przekształceniem Wydziału Transportu w Wydział Mechaniczny. Katedra prowadziła zajęcia dydaktyczne z podstaw elektrotechniki oraz maszyn i urządzeń elektrycznych, a także wykłady z elektrotechniki samochodowej.
W 1974 roku powołany został Instytut Elektrotechniki i Elektroniki, który od roku akademickiego 1975/1976 wszedł w struktury nowo utworzonego Wydziału Transportu. Wydział ten został przekształcony w Wydział Inżynierii Transportowej i Elektrycznej w 1988 roku, a jego pierwszym dziekanem został profesor Andrzej Pizoń. Rok później Wydział uzyskał prawo do nadawania stopnia naukowego doktora nauk technicznych w zakresie elektrotechniki. Od 1991 do 1997 roku Wydział nosił nazwę Wydziału Inżynierii Elektrycznej. W 1997 roku decyzją Senatu Politechniki Krakowskiej nazwa wydziału została zmieniona na tę, która obowiązuje obecnie. 

## Główne kierunki działalności naukowo-badawczej[4]
- analiza, modelowanie i synteza złożonych systemów komputerowych o podwyższonym stopniu wiarygodności, ich testowanie, weryfikacje i walidacje,
- obliczenia gridowe, obliczenia w chmurze i mgle, Internet rzeczy i centra danych,
- metody modelowania obwodowego i polowego maszyn i urządzeń elektrycznych, analiza własności materiałów magnetycznych, przekształtniki macierzowe, nowe materiały elektrotechniczne,
- monitoring i diagnostyka maszyn i urządzeń elektrycznych, systemy akwizycji i sterowania, układy sensoryczne i integracja danych, napędy przekształtnikowe, roboty mobilne, diagnostyka procesów przemysłowych i systemów infotronicznych,
- układy generacji i przetwarzania energii elektrycznej dla OZE (hydroenergetyka, fotowoltaika), monitoring i optymalizacja jakości energii elektrycznej, monitoring i diagnostyka układów rozproszonych, elektroenergetyczna technika zabezpieczeniowa,
- interdyscyplinarne prace naukowo-badawcze na pograniczu automatyki, informatyki, elektrotechniki, mechaniki i metrologii obejmujące m.in. sterowanie optymalne i diagnostykę systemów, zaawansowane metody obliczeniowe i sztucznej inteligencji, automatykę budynkową, zastosowania cieczy magnetorologicznych, systemy sensorowe i akwizycji danych,
- systemy energoelektroniczne i mechatroniczne; elektromobilność i napędy pojazdów elektrycznych; kompatybilność elektromagnetyczna; elektromagnetyczne wyrzutnie, pompy i magnetoreologiczne sprzęgła; metody szybkiego prototypowania, druku 3D i skanowania w mechatronice.

## Struktura organizacyjna[5]
- Katedra Automatyki i Informatyki (E-1)
- Katedra Inżynierii Elektrycznej (E-2)
- Katedra Infotroniki i Cyberbezpieczeństwa (E-3)

## Władze (kadencja 2024–2028)[6]
- Dziekan: dr hab. inż. Maciej Sułowicz, prof. PK
- Prodziekan ds. studenckich: dr inż. Bartosz Rozegnał
- Prodziekan ds. kształcenia: dr hab. inż. Krzysztof Tomczyk, prof. PK
- Prodziekan ds. nauki: dr hab. inż. Andrzej Szromba, prof. PK
- Prodziekan ds. organizacyjnych i współpracy z przemysłem: dr inż. Anna Suchenia

## Koła naukowe[7]
- KN IT
- KN Sterowania, monitoringu i diagnostyki układów elektrycznych (SMiDUE)
- KN Energetyków
- KN Astro PK
- KN el-Rappro
- KN Mikrokontroler
- KN 3I